# Bejís
Bejís è un comune spagnolo di 370 abitanti situato nella comunità autonoma Valenciana.